# Felix Vetter von der Lilie

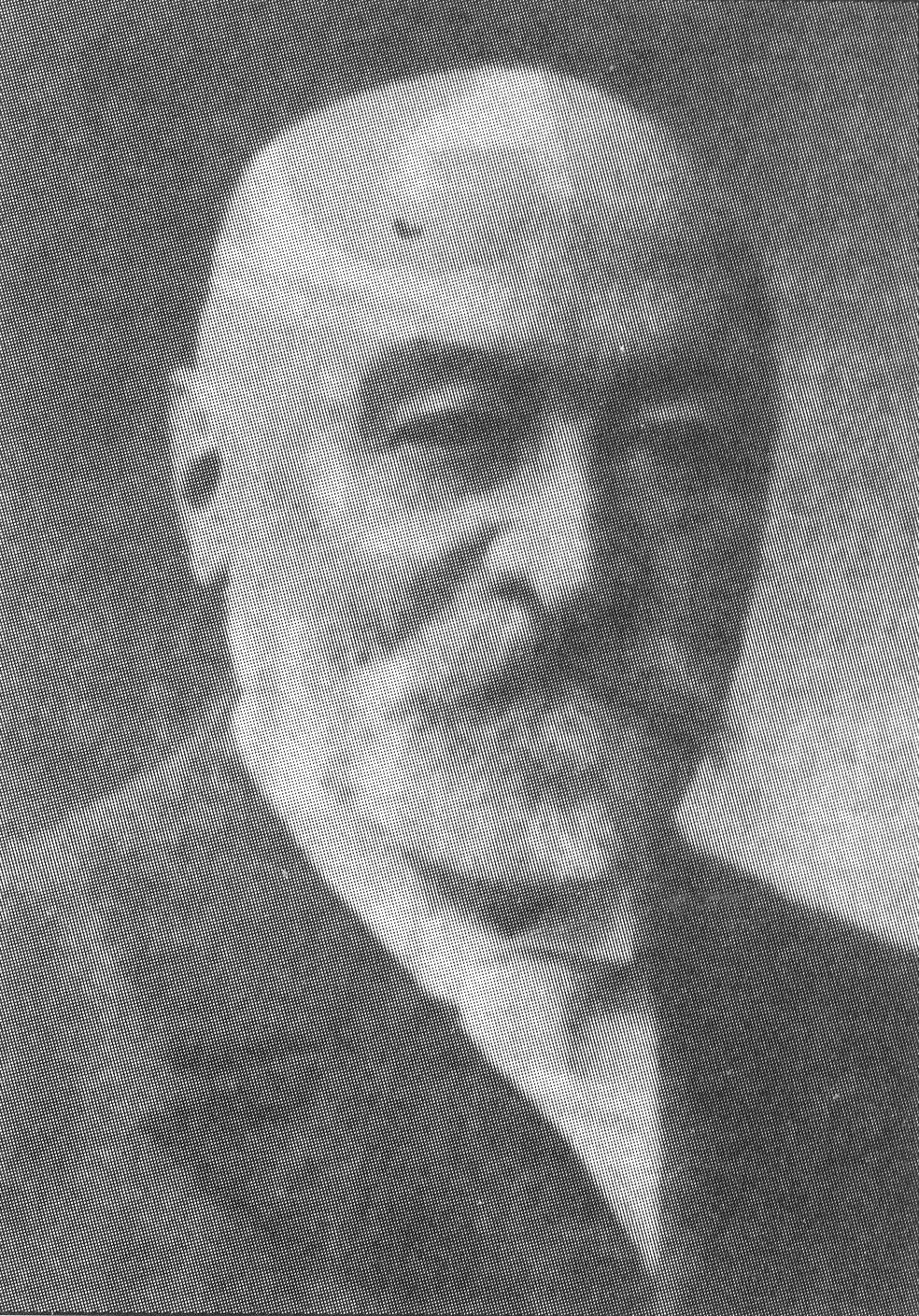
Felix Vetter von der Lilie

Felix Graf Vetter von der Lilie, tschechisch Felix Vetter z Lilie (* 18. März 1830 in Neuhübel, Bezirk Neutitschein, Mähren; † 21. November 1913 ebenda), war ein mährischer Großgrundbesitzer und Politiker. Er war von 1879 bis 1891 Abgeordneter zum österreichischen Reichsrat, von 1884 bis 1906 Landeshauptmann von Mähren und ab 1891 Mitglied des Herrenhauses.

## Leben
Felix entstammte dem seit dem 16. Jahrhundert in der Untersteiermark begüterten Adelsgeschlecht Vetter von der Lilie. Er war der Sohn des Franz Graf Vetter von der Lilie (1789–1831) und dessen Ehefrau Antonia Gräfin Braida von Ronsecco und Cornigliano (1805–1831); wurde aber nach dem frühen Tod beider Eltern von seinem Onkel Felix Graf Vetter von der Lilie (1774–1853) und dessen Frau Friederike, geb. Prinzessin von Hohenzollern-Hechingen, adoptiert. Er heiratete am 25. Oktober 1855 Ida Gräfin Arz von und zu Arzio-Vasegg (* 1. Juli 1833 in Wigstein, Österreichisch-Schlesien; † 29. September 1903 in Neuhübel). Sie hatten drei Kinder: der ältere Sohn Moritz (1856–1945) wurde Verwaltungsbeamter und Präsident des Abgeordnetenhauses. Der zweite Sohn Felix (1857–1878) wurde Leutnant der Feldjäger und ertrank mit 20 Jahren in Galizien. Die Tochter Ida (1863–1945) heiratete den preußischen Offizier Hartwig von Eichendorff.

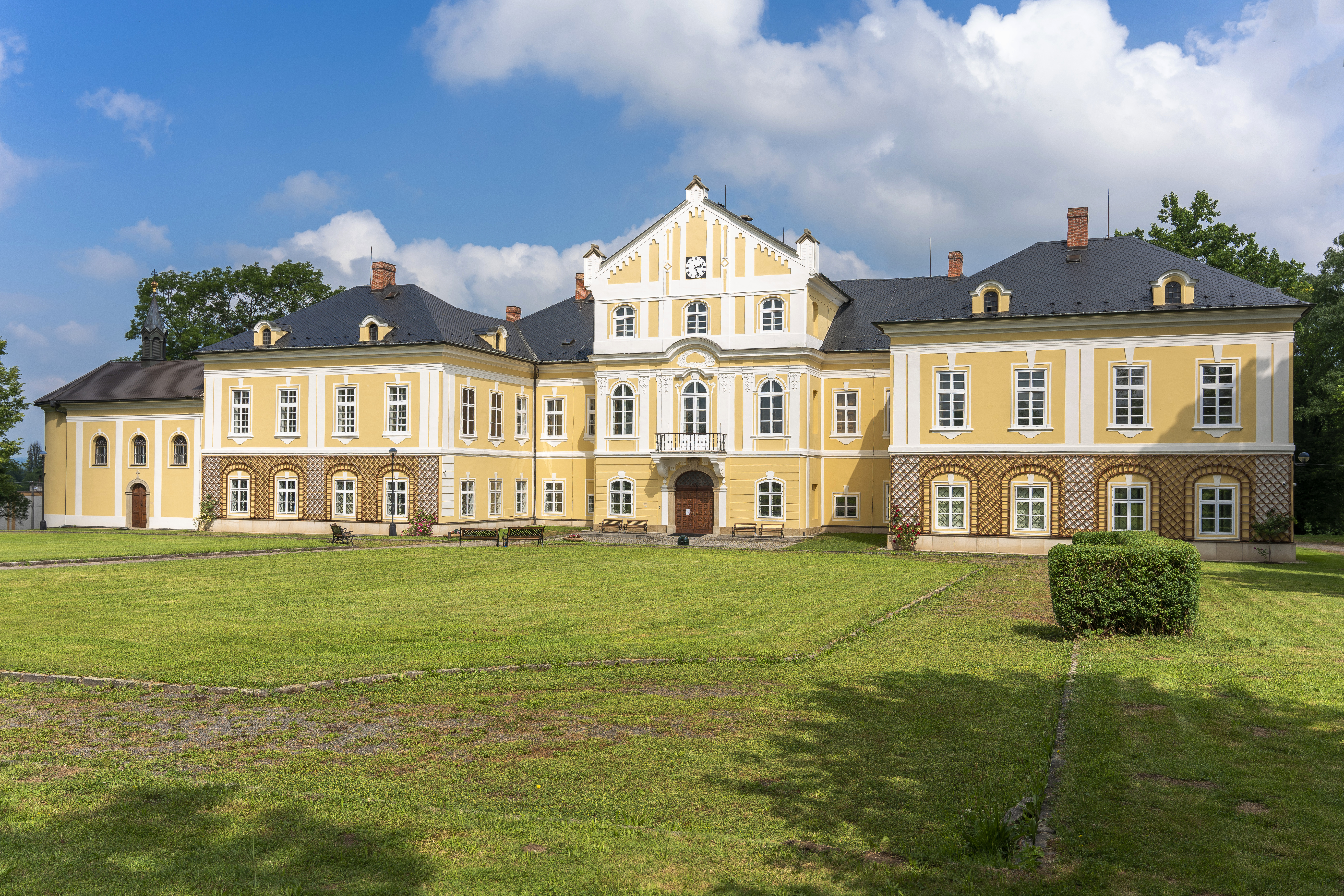
Herrenhaus von Neuhübel (Nová Horka), 2021

Felix Vetter von der Lilie war unter anderem Allodialherr von Neuhübel im mährischen Kuhländchen und Fideikommissherr von Tüffer/Laško in der Untersteiermark (heutiges Slowenien). Nach den Philosophischen Jahrgängen an der Universität Wien trat er 1848 als Unterleutnant der Kavallerie in die kaiserlich-österreichische Armee ein. Im folgenden Jahr nahm er am Krieg gegen die ungarische Unabhängigkeitsbewegung teil. Ein Jahr nachdem er den Rang eines Rittmeisters erreicht hatte, schied er 1856 aus dem aktiven Dienst aus (1888 wurde er ehrenhalber zum Major befördert).
Anschließend widmete er sich der Bewirtschaftung seiner mährischen Güter. Dem Mährischen Landtag gehörte er in den Jahren 1867–1869, 1871 und 1883–1906 an. Von 1884 bis 1906 war er Landeshauptmann (Landtagspräsident bzw. Vorsitzender des Landesausschusses) von Mähren. Er gehörte wie sein Sohn Moritz der Mittelpartei des mährischen Großgrundbesitzes an. Von 1884 bis 1907 stand Vetter von der Lilie zusätzlich dem Patriotischen Landes- und Frauenhilfsverein vom Roten Kreuz für Mähren vor. Nach dem Abschluss des Mährischen Ausgleichs von 1905 kandidierte er nicht mehr für den Landtag.
Bei der Reichsratswahl 1879 gewann er einen Sitz im österreichischen Abgeordnetenhaus für die Kurie des Großgrundbesitzes von Mähren. Die meiste Zeit blieb er fraktionslos, lediglich von 1882 bis 1885 gehörte er dem von Franz Graf Coronini-Cronberg geführten „Klub des liberalen Zentrums“ an. 1891 wurde Vetter von der Lilie als Abgeordneter wiedergewählt, verzichtete aber auf den Sitz, da ihn der Kaiser auf Lebenszeit in das Herrenhaus berief (ab 1907 war der Sitz erblich). Von 1891 bis 1902 gehörte er der Delegation des österreichischen Reichsrates an, die zusammen mit Vertretern des ungarischen Parlaments die gemeinsamen Angelegenheiten (also vor allem die Außen- und Militärpolitik) der österreichisch-ungarischen Doppelmonarchie beriet. 1899 war er der Präsident dieser Delegation.

## Auszeichnungen
- Kämmerer (1857)
- Geheimer Rat (1887)
- Franz-Joseph-Orden, Großkreuz (1892)
- Orden der Eisernen Krone, I. Klasse (1898)
- Österreichisch-kaiserlicher Leopold-Orden, Großkreuz (1906)